# Звезда
 Тази статия е за небесното тяло.  За други значения вижте Звезда (пояснение).
Звезда̀ е небесно тяло, представляващо голямо кълбо газ (плазма в хидростатично равновесие), произвеждащо енергия чрез термоядрен синтез, основно превръщане на водород в хелий. Тази енергия се разпространява в пространството под формата на електромагнитно излъчване. Звездите в нощното небе блещукат (трептят) поради многобройните отражения и пречупвания на светлината при преминаването ѝ през земната атмосфера.
Според астрономите, познатата вселена съдържа поне 70 секстилиона (7 × 1022) звезди. Най-близката до Земята звезда е Слънцето. Светлината от него достига до нас за 8 минути. Ако изключим Слънцето, най-близката звезда е Проксима Центавър, която е отдалечена на 40 трилиона километра. Нейната светлина стига до Земята за 4,3 години.
Много звезди са гравитационно свързани с други звезди, оформяйки кратна звезда (двойни звезди или звезди с повече компоненти). Съществуват също и по-големи групи (с повече и по-раздалечени компоненти), наречени звездни купове. Звездите не са разпределени равномерно във вселената, а са групирани в галактики. Една типична галактика съдържа стотици милиарди звезди. Звездите от нашата галактика (Млечният път) са разположени във всички посоки спрямо наблюдател от Земята. Визуално те са групирани в области от небесната сфера, наречени съзвездия.

## История на наблюденията
Звездите играят важна роля в историята на цивилизациите по целия свят – като елемент на религиозните практики или като средство за навигация и ориентация. Много от древните астрономи смятат, че звездите са твърдо прикрепени към небесна сфера и че са вечни и неизменни. За удобство астрономите започват да групират звездите в съзвездия и да следят чрез тях движенията на планетите и скритото положение на Слънцето. Движението на Слънцето, спрямо звездите и хоризонта е използвано за създаването на календари, които намират приложение в организацията на земеделието. Григорианският календар, използван днес почти навсякъде по света, е такъв слънчев календар, базиран на наклона на оста на въртене на Земята спрямо най-близката звезда, Слънцето.
Най-старата известна днес и точно датирана звездна карта е създадена през 1534 година пр.н.е. в Древен Египет. Най-старият запазен звезден каталог е съставен във Вавилон в края на 2 хилядолетие пр.н.е.. В Древна Гърция първият звезден каталог е съставен от Аристил в началото на 3 век пр.н.е. Каталогът на Хипарх включва 1020 звезди и става основа на широко използвания по-късно каталог на Клавдий Птолемей. Хипарх е известен и с регистрирането на първата известна нова. Много от използваните днес наименования на звезди и съзвездия водят началото си от тези древногръцки каталози.
Въпреки привидната неизменност на небето, древните астрономи в Китай знаят за възможността за поява на нови звезди. През 185 година там за пръв път е наблюдавана и описана свръхнова, известна като SN 185. Най-яркото звездно събитие в записаната история е свръхновата SN 1006, наблюдавана и описана през 1006 година от няколко китайски астрономи и египтянина Али ибн Ридуан. Свръхновата SN 1054, която довежда до образуването на Ракообразната мъглявина, също е наблюдавана от китайски и ислямски астрономи.
Астрономите в Ислямския свят дават на много звезди арабски имена, които се използват и днес. Те създават множество астрономически уреди и основават първите големи обсерватории, най-вече за да съставят звездни каталози. Сред тях е „Книга на неподвижните звезди“, написана през 964 година от персийския астроном Ал-Суфи, който за пръв път описва множество нови звезди, звездни купове и галактики, сред които галактиката Андромеда. През 11 век хорезмийския учен Ал-Бируни описва галактиката Млечен път като множество фрагменти със свойствата на мъглявинни звезди и изброява ширините на много звезди по време на лунното затъмнение от 1019 година. Андалуският астроном Ибн Баджа предлага хипотезата, че Млечният път е съставен от множество звезди, които почте се докосват и изглеждат свързани, поради пречупваненето на светлината от подлунната материя. В защита на това предположение той сочи своите наблюдения на съединението на Юпитер и Марс през 1106/1107 година.
Ранните европейски астрономи, като Тихо Брахе, откриват нови звезди в нощното небе, допускайки, че небесата не са неизменни. През 1584 година Джордано Бруно излага предположението, че звездите всъщност са други слънца и може би около тях обикалят други планети, дори подобни на Земята. До тази хипотеза са достигали по-рано Демокрит и Епикур в Древна Гърция, както и от ислямски космолози, като Фахр ад-Дин ар-Рази. През 17 век идеята, че звездите са отдалечени слънца, става общоприета сред европейските астрономи. За да обясни защо тези звезди не оказват гравитационно въздействие върху Слънчевата система, Исак Нютон издига хипотезата първоначално предложена от теолога Ричард Бентли, че те са равномерно разпределени във всички посоки и гравитационните им въздействия се уравновесяват.
През 1667 година италианският астроном Джеминиано Монтанари описва наблюдение на промени в светимостта на звездата Алгол. Едмънд Халей измерва за пръв път собственото движение на двойка близки звезди, показвайки, че те са променили положението си от времето на Птолемей и Хипарх. Първото пряко измерване на разстоянието до звезда е направено през 1838 година от Фридрих Бесел. То и последвалите паралаксови измервания показват, че звездите са силно раздалечени.
Уилям Хершел става първият астроном, направил опит да оцени разпределението на звездите в небето. През 80-те години на 18 век той провежда множество преброявания на звездите в различни направления и стига до извода, че концентрацията им устойчиво нараства с приближаване към ядрото на Млечния път. Неговият син, Джон Хершел, повтаря тези изследвания в Южното полукълбо и установява същата зависимост. Друго откритие на Уилям Хершел е, че някои звезди не само изглеждат близки при наблюдение, но и в действителност се намират на малко разстояние една от друга, образувайки двойни звезди.
В средата на 19 век възниква методът на звездната спектроскопия, основоположници на който са Йозеф фон Фраунхофер и Анджело Секи. Сравнявайки спектрите на звезди като Сириус с този на Слънцето, те откриват разлики в изявеността и броя на техните абсорбционни линии. През 1865 година Секи започва да класифицира звездите в спектрални типове.
През 19 век наблюдението на двойните звезди започва да се смята за все по-важно. През 1834 година Фридрих Бесел наблюдава изменения в собственото движение на Сириус и установява, че звездата е част от двойна система. Едуард Пикъринг открива първата спектроскопична двойна звезда през 1899 година, докато наблюдава периодичното разделяне на спектралните линии на звездата Мицар. Подробните наблюдения на много двойни звезди са събрани от астрономи като Фридрих Георг Вилхелм фон Струве и Шербърн Уесли Бърнхем, което дава възможност за определяне на масите на звездите въз основа на техните орбитални елементи. Първото решение на задачата за определяне на орбитата на двойна звезда по наблюдения с телескоп е дадено от Феликс Савари още през 1827 година.
През 20 век изследванията на звездите отбелязват бърз напредък. Фотографията се превръща в широко използвано средство в астрономията, а Карл Шварцшилд открива, че цветът на звездите, а оттам и тяхната температура, може да бъде определен чрез сравнение на визуалната и фотографската яркост. Разработването на фотоелектричния фотометър дава възможност за много прецизно измерване на яркостта в множество честотни интервали. През 1921 година Албърт Майкелсън прави първото измерване на звезден диаметър, използвайки интерферометър.
През първите десетилетия на 20 век е постигнат и значителен напредък в теоретичното обяснение на физиката на звездите. През 1913 година е съставена диаграмата на Херцшпрунг-Ръсел, създадени са успешни модели, обясняващи процесите във вътрешността на звездите и звездната еволюция. Спектрите на звездите също са успешно обяснени с развитието на квантовата физика, което дава възможност да бъде определен химичния състав на звездната атмосфера.

## Характеристики на звездите
Почти всички характеристики на звездите се определят от тяхната начална маса, включително основни свойства, като светимост и размер, както и тяхната еволюция, продължителност на живота и крайно състояние.
Много звезди са на възраст между 1 и 10 милиарда години. Някои дори се доближават до 13,7 милиарда години, което е приблизителната възраст на Вселената. Размерът им също варира: от малките неутронни звезди (които всъщност са мъртви звезди), не по-големи от град, до свръхгигантите като Полярната звезда и Бетелгейзе в съзвездието Орион, с диаметър около 1000 пъти по-голям от този на нашето Слънце (1,6 милиарда километра). Температурата във вътрешността на звездите достига милиони градуса Келвин, а на повърхността е по порядъка на няколко хиляди градуса.
| Материал | Температура в милиони градуса Келвин | Плътност (кг/см3) | Време на горене в години |
| H        | 40                                   | 0,006             | 10 милиона               |
| He       | 190                                  | 1,1               | 1 милион                 |
| C        | 740                                  | 240               | 12.000                   |
| Ne       | 1.600                                | 7.400             | 12                       |
| O        | 2.100                                | 16.000            | 4                        |
| S/Si     | 3.400                                | 50.000            | 1 седмица                |
| Fe       | 10.000                               | 10.000.000        | -                        |

Единиците, които се използват за измерване на разстоянието до звездите са светлинна година и парсек.

## Образуване
Голяма част от звездите са възникнали в ранния стадий на развитие на вселената преди 10 милиарда години. Днес също се създават звезди. Типичното образуване на една звезда протича по следния начин:
1. Отговорен за създаването на звездата е газовият облак, съставен предимно от водород, и заради собствената си гравитация колабира. Това се случва, когато гравитацията на газа доминира и така се изпълнява законът за неустойчивостта на Джим. Тласък за това може да бъде ударната вълна от свръхнова или радиационният натиск на създаваща се нова звезда.
2. След сгъстяване на облака газ се създават единични глобули (тъмни облаци от сгъстен прах и газ), от които впоследствие възникват звездите. За това звездите по-рядко възникват поединично и по-често в групи. Периодът на свиване продължава близо 10 до 15 милиона години.
3. При продължаващото свиване на глобулите се увеличава плътността и температурата също се повишава (температурата се увеличава правопропорционално на кинетичната енергия на частиците). Освободилият се колапс достига до затишие, когато облаците достигнат така наречената Хайши линия, която обкръжава областта, в която изобщо могат да се създават стабилни звезди. Като следствие на Момента на импулс на глобулата се образува един кръг, заобикалящ младата звезда, от който тя привлича още маса (процесът се нарича Акреция). От този Акреционен диск може да се създаде както една планетна система с Екзопланети, така и една система на двойна звезда. Тази фаза от развитието на звездата все още не е достатъчно изследвана. От равнината на този диск се образува Еклиптиката.

Звезди с по-малка маса се образуват по-често от такива с голяма маса. Това се обяснява с функцията за маса. Според масата се появяват различни сценарии за създаване на звезда.
- Звезди с голяма маса над 8 слънчеви маси и изключително висока температура се свиват сравнително бързо. След започване на термоядрената реакция силното ултравиолетово лъчение бързо изважда от действие околните глобули и те вече не акрецират маса. Точно за това те бързо достигат до върха на диаграмата на Херцшпрунг-Ръсел. Най-тежката открита звезда, 114 слънчеви маси, с наименование А1, е разположена в разсеяния звезден куп NGC 3603.

- Звезди с тегло между 3 и 8 слънчеви маси преминават през фаза, когато все още определено време акрецират енергия.

- Звезди с малка маса между 0,07 и 3 слънчеви маси след приключване на термоядрения синтез остават още определено време в глобулата и акрецират маса. По това време те са видими само в инфрачервения спектър.

- Обекти с тегло под 0,07 слънчеви маси, или под 75 планети Юпитер не достигат нужната температура, за да предизвикат Термоядрен синтез. Само кафявите джуджета, които са поместени между големите газови планети и звезди, могат за кратко време да присвоят малко количество енергия от термоядрената реакция на Деутерия преди да се охладят.

От глобулата може да възникне една, две или няколко звезди в система. Когато звезди се образуват в групи, независими една от друга звезди чрез взаимно привличане по между си могат да създадат двойна или система с повече звезди. Изчислено е, че близо две трети от всички звезди са съставна част на двойна звезда или на система от такива.
При създаването на вселената за възникването на звезди били налице само водород и хелий. Тези звезди са числени към така наречената популация III, имали огромна маса и затова – с кратък живот, така че днес вече не съществуват. Следващата генерация, наречена звездна популация II, съществува и днес. Среща се най-вече в халото на млечния път, но е доказана и в близост до Слънцето. Звезди, възникнали по-късно, съдържат едно голямо количество тежки елементи, произведено от миналите звездни популации при термоядрена реакция. Например при експлозия на свръхнова междузвездната материя се обогатява с тежки елементи. Повечето звезди в Млечния път са точно такива. Определяни са като звезди от популация I.
Пример за регион с активно създаване на звезди е NGC 3603 в съзвездие Кил, отдалечен на 20 000 светлинни години от Земята. Процесът на създаване на звезди се наблюдава в инфрачервения и рентгеновия спектър, тъй като тези области на спектъра не са възпрепятствани от облаците прах. С цел наблюдение в космоса се изпращат сателити като например рентгеновата обсерватория Чандра.

## Класификация на звездите
В зависимост от масата, количеството и вида на излъчваната от тях енергия, звездите се разделят на звездни класове. Относителната яркост на звездите се нарича звездна величина.
Във всекидневния език звезда невинаги се употребява в астрономически смисъл – често се използва за видимите планети или дори метеори („падащи звезди“).

## В културата
В традиционния български фолклор за звездите се смята, че са светещи обекти на небето, свързани с хората – при раждането на човек се появява звезда, която изгасва при смъртта му, а яркостта на звездите съответства на социалния статус, историческата значимост, силата и здравето на човека. На светлината на звездите се излагат различни предмети, за да се подобрят свойствата им – билки, за да станат по-лековити, котлите с пръстени при ладуване, за да бъде правилно предсказването, семе за сеитба, за да се предпази нивата от магии на бродници, прежда за тъкане, за да не се къса, корито с ризи за пране, също за да се предпазят от магии.
На звездите са наречени улица „Звезда“ в квартал „Надежда IV“ (Карта) и улица „Звездица“ в кварталите „Княжево“ и „Карпузица“ (Карта) в София.

## Най-известните звезди
| № | Обозначение   | Название          | Съзвездие    | Видима звездна величина | Разстояние до Земята (светлинни години) | Описание                                                            |
| 1 | α Центавър    | Проксима Центавър | Центавър     | +11,09                  | 4,225                                   | Най-близката до Слънцето звезда                                     |
| 2 | α Голямо куче | Сириус            | Голямо куче  | -1,43                   | 8,58                                    | Най-ярката звезда на небосклона                                     |
| 3 | α Малка мечка | Полярна звезда    | Малка Мечка  | +1,97                   | 431,4                                   | Важна навигационна звезда, показваща посоката север                 |
| 4 | α Кил         | Канопус           | Кил          | +6,21                   | 7000 – 8000                             | Супергигант, втората по яркост звезда на небосклона                 |
| 5 | α Скорпион    | Антарес           | Скорпион     | +1,06                   | 604                                     | Една от най-ярките звезди, с големите телескопи се вижда като диск. |
| 6 | HIP 87937     | Звезда на Барнард | Змиеносец    | +9,53                   | 5,963                                   | Звездата с най-висока скорост на собствено движение                 |
| 7 | PSR B1919+21  | —                 | Малка лисица | ?                       | 2283,12                                 | Първият открит пулсар (1967 година)                                 |